# Exsudat
Ne doit pas être confondu avec  Exsudation.
 (mars 2016).
Un exsudat est un épanchement de liquide de nature séreuse dû à une modification de la perméabilité de la membrane consécutive à une inflammation, contenant une forte concentration de leucocytes.
Les exsudats diffèrent notamment des transsudats par leur composition :
- riches en lipides (taux supérieur à 35 g/L) ;
- toutes les fractions électrophorétiques des protéines sont représentées ;
- le ratio LDH plèvre/LDH sérique est supérieur à 0,6 ;
- protides pleuraux/sériques supérieur à 0,5 ;
- LDH pleuraux supérieurs à 200 UI/L ;

Les invertébrés aquatiques et terrestres, dont certains insectes (pucerons et cochenilles par exemple) produisent divers exsudats aux fonctions variées.

## Analogie dans d'autres règnes
Des végétaux et champignons produisent également des exsudats, parfois valorisés tels que les résines ou le latex produits en forêt, qui sont un produit forestier, autre que le bois, pouvant éventuellement avoir des fonctions médicinales ou paramédicales.